# Раменье (Унинский район)
Раменье — упразднённая в 2018 году деревня в Унинском районе Кировской области России. Входила в состав Порезского сельского поселения.

## География
Деревня находится в юго-восточной части области, в зоне хвойно-широколиственных лесов, на левом берегу реки Вьюнок, на расстоянии приблизительно 27 километров (по прямой) к юго-западу от посёлка городского типа Уни, административного центра района.
Абсолютная высота — 155 метров над уровнем моря.

## Климат
Климат характеризуется как умеренно континентальный, с умеренно холодной снежной зимой и тёплым летом. Среднегодовая температура — 1,5 °C. Средняя температура воздуха самого холодного месяца (января) составляет −14,7 °C (абсолютный минимум — −45 °С); самого тёплого месяца (июля) — 18,1 °C (абсолютный максимум — 37 °С). Годовое количество атмосферных осадков — 533 мм.

## История
Исключена из учётных данных 21 декабря 2018 года.

## Население
| 2010 |
| ---- |
| 0    |

## Транспорт
Просёлочная дорога.